# 공은국
공은국(1982년 2월 12일 ~ )은 대한민국의 배우이다.

## 학력
- 전주예술고등학교 연극영화학과 졸업

## 출연작

### TV 드라마
- 1998년 MBC 청춘시트콤 《남자 셋 여자 셋》
- 2000년 MBC 단막극 《베스트극장》
- 2000년 MBC 주간시트콤 《세 친구》 … 17회 《애기, 내사랑》에서 박상면의 교네 실패녀 이잎새의 후배 공은국 역

## 방송
- KBS 《TV유치원 하나둘셋》

## 수상 경력
- 1998년 : 피가로 & TBJ 전속모델 선발대회 2위
- 1998년 : 쎄씨 & 보이밋걸 전속모델 선발대회 2위
- 1998년 : 제3회 스마트 모델 선발대회 입상